# Constante magique
La constante magique d'un carré magique d'ordre n est la somme commune des éléments de chaque ligne, colonne ou diagonale principale de ce carré magique. Si les nombres présents dans un carré magique d'ordre n sont 1, 2,..., n2, alors sa constante magique vaut {\displaystyle {\frac {n(n^{2}+1)}{2}}}.
Les dix premières constantes magiques sont 1, 5, 15, 34, 65, 111, 175, 260, 369 et 505.
On parle également de constante magique dans le cas d'autres « figures magiques », comme les étoiles.